# Kungssången
 (mars 2023).
Si vous disposez d'ouvrages ou d'articles de référence ou si vous connaissez des sites web de qualité traitant du thème abordé ici, merci de compléter l'article en donnant les références utiles à sa vérifiabilité et en les liant à la section « Notes et références ».

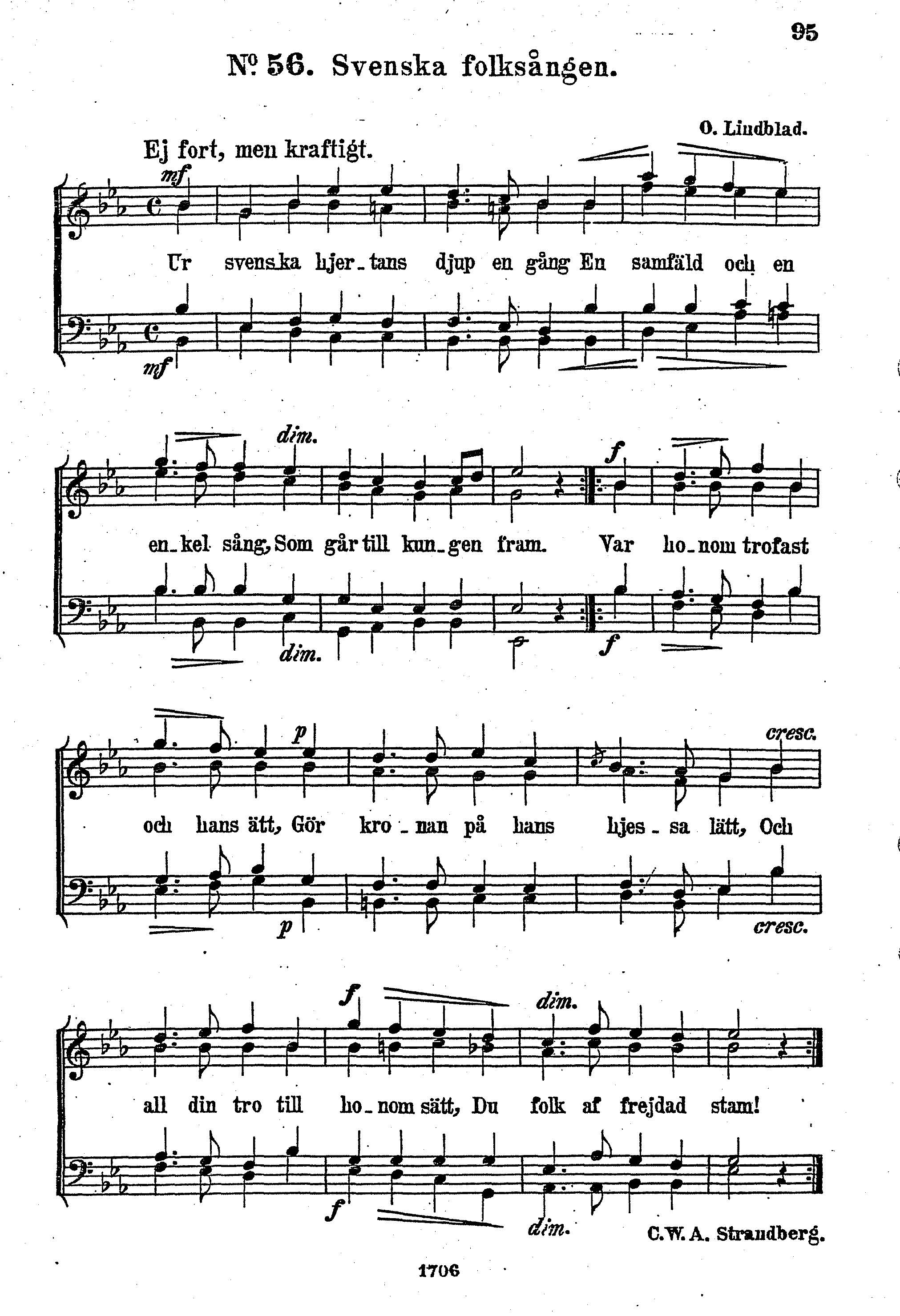
La musique originale pour chœur d'hommes d'Otto Lindblad.

Kungssången (la « chanson du roi »), aussi connue comme Ur svenska hjärtans djup en gång, est l'hymne royal de Suède. Adopté en 1844, le texte est de C.V.A. Strandberg (sv) et la musique d'Otto Lindblad (en).